# Big Timber (Montana)
Big Timber – miasto w Stanach Zjednoczonych, w stanie Montana, siedziba administracyjna hrabstwa Sweet Grass.